# 小牧市民舞台芸術祭
小牧市民舞台芸術祭（こまきしみんぶたいげいじゅつさい）とは、愛知県小牧市で毎年行なわれている演劇祭である。一般参加の「小牧市民ミュージカル」とアマチュア劇団による2種類の公演に分けられる。小牧市民ミュージカルは、元々市内の小中学生を対象に演者を募り行なっていたが、一般市民からの参加要請があり、現在は市内在住の小学校3年生から高校生なら誰もが出演者として参加できる他、舞台の準備やチケットの配布に到る全ての作業は、高校生以上の市民であれば誰でも参加できる。

## 歴史
- 1999年（平成11年）3月14日 - 第1回小牧市民舞台芸術祭

実施年月日一覧
- 2005年（平成17年）11月13日〜12月13日 - 第8回小牧市民舞台芸術祭
- 2006年（平成18年）11月12日〜12月10日 - 第9回小牧市民舞台芸術祭
- 2007年（平成19年）11月18日〜12月9日 - 第10回小牧市民舞台芸術祭